# Budwity
Budwity (deutsch Bauditten) ist eine Ortschaft in der Gmina Małdyty (Maldeuten) im Powiat Ostródzki der Woiwodschaft Ermland-Masuren in Polen. Sie liegt im ostpreußischen Oberland, fünf Kilometer nördlich von Małdyty.

## Geschichte
Der Ort Bauditten wurde urkundlich seit 1321 erwähnt. Das Allodial-Rittergut Bauditten, mit Boditten, Gischainen, Groß und Klein Rüppertswalde befand sich, nach Auflösung des Klosters, im Besitz der Familie von Diebes. Der Grundbesitz wurde 1506 dem letzten Hochmeister des Deutschen Ordens, Herzog Friedrich von Sachsen, und 1530 dem weltlichen Herzog in Preußen, Markgraf Albrecht von Brandenburg, verliehen.
Danach befand sich das Rittergut ab 1668 im Besitz des schwedischen Obersten von Rappen, ab ca. 1750 der Familie von Kleist, ab 1794 Friedrich von Auerswald, ab 1803 von Ernst von Foelkersamb und ab 1827 Gustav von Frantius.
1855 erstand Ferdinand Wilhelm Eben, der eigentliche Gründer des Anwesens, zusammen mit seiner Frau Agnes de Froideville das Gut. Durch vorherigen Kauf von separierten Ländereien in Ebenau ca. 3000 Morgen hatte das Areal eine Größe von ca. 10.000 Morgen. 1905 hatte der Ort 500 Einwohner, davon waren 496 evangelisch, und 4 katholisch (1933: 676 EW). Die Größe der Flur betrug 1920 ca. 2000 Hektar.
Zu dem Gut gehörten eine Molkerei, Ziegelei, Torfstichanlage, Brennerei und der Bahnhof Ebenhöh an der Strecke Marienburg–Miswalde–Maldeuten–Allenstein. Das Bahnhofsgebäude ist im Stil einer norwegischen Stabkirche errichtet. Durch die vorteilhafte Lage und Verkehrsanbindung durch die Osteroder Chaussee, den Oberländischen Kanal unweit der ‚schiefen Ebene‘ und mit dem Bahnhof Ebenhöh (Ostpr) an der Bahnstrecke Małdyty–Malbork (Maldeuten–Marienburg) boten sich günstige Absatzwege für die Erträge des Ackerbaus und der Industrie. Anbauschwerpunkt auf den guten Böden war die Zuckerrübe.
Das Gutshaus, gelegen an einem See, umgeben von einem Landschaftspark, wurde 1857 im Stil der italienischen Residenzarchitektur erbaut. Die Lage des Schlosses mit bedeutendem Park- und Gartenanlagen machten diesen Besitz zu einem bevorzugten in der Provinz. Die Familie von Eben bewirtschaftete das Gut bis 1945. Letzter Besitzer, bis zur Vertreibung durch die Rote Armee 1945, war Hans-Emil von Eben.
Nach der Wendezeit sind Gutshaus, Gutsgebäude, Landschaftspark, alter Baumbestand, Chausseen mit Baumalleen größtenteils verfallen und verwahrlost. Seit einigen Jahren gibt es eine neue Eigentümerin für die Ländereien. 1300 Hektar werden wieder landwirtschaftlich bewirtschaftet.

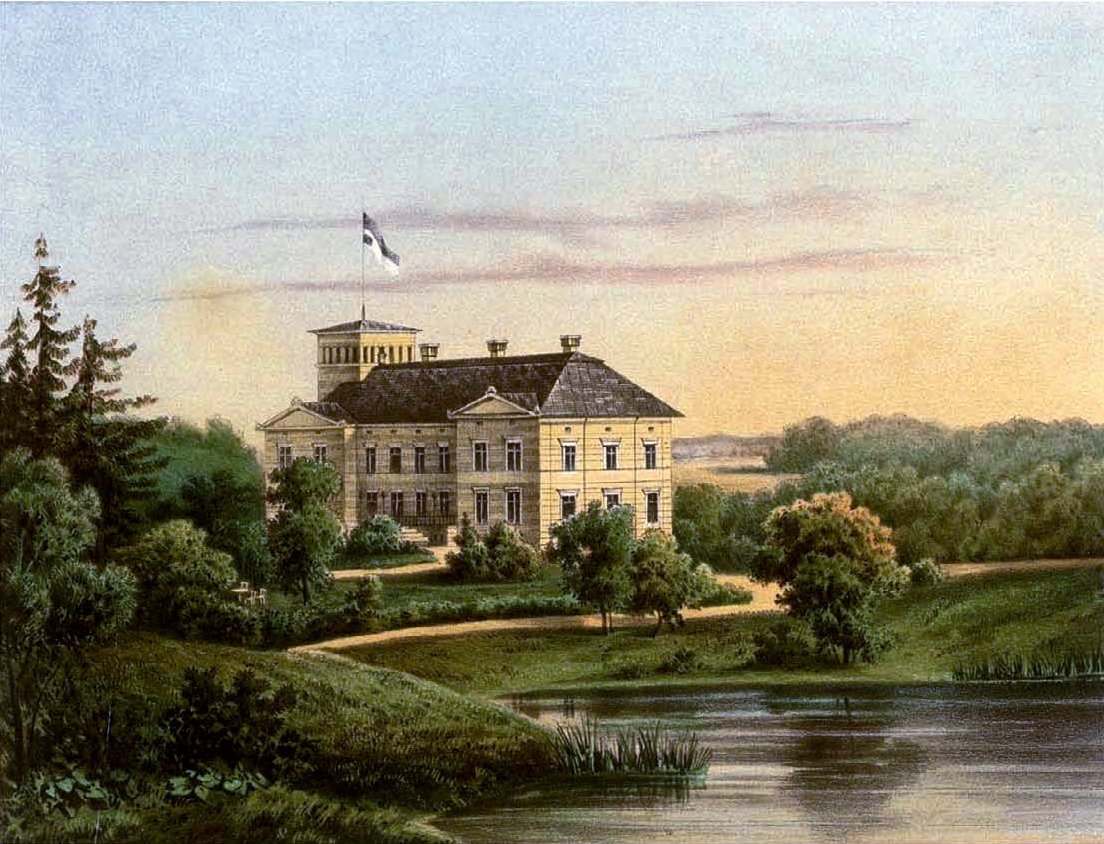
Rittergut Bauditten um 1860, Sammlung Alexander Duncker
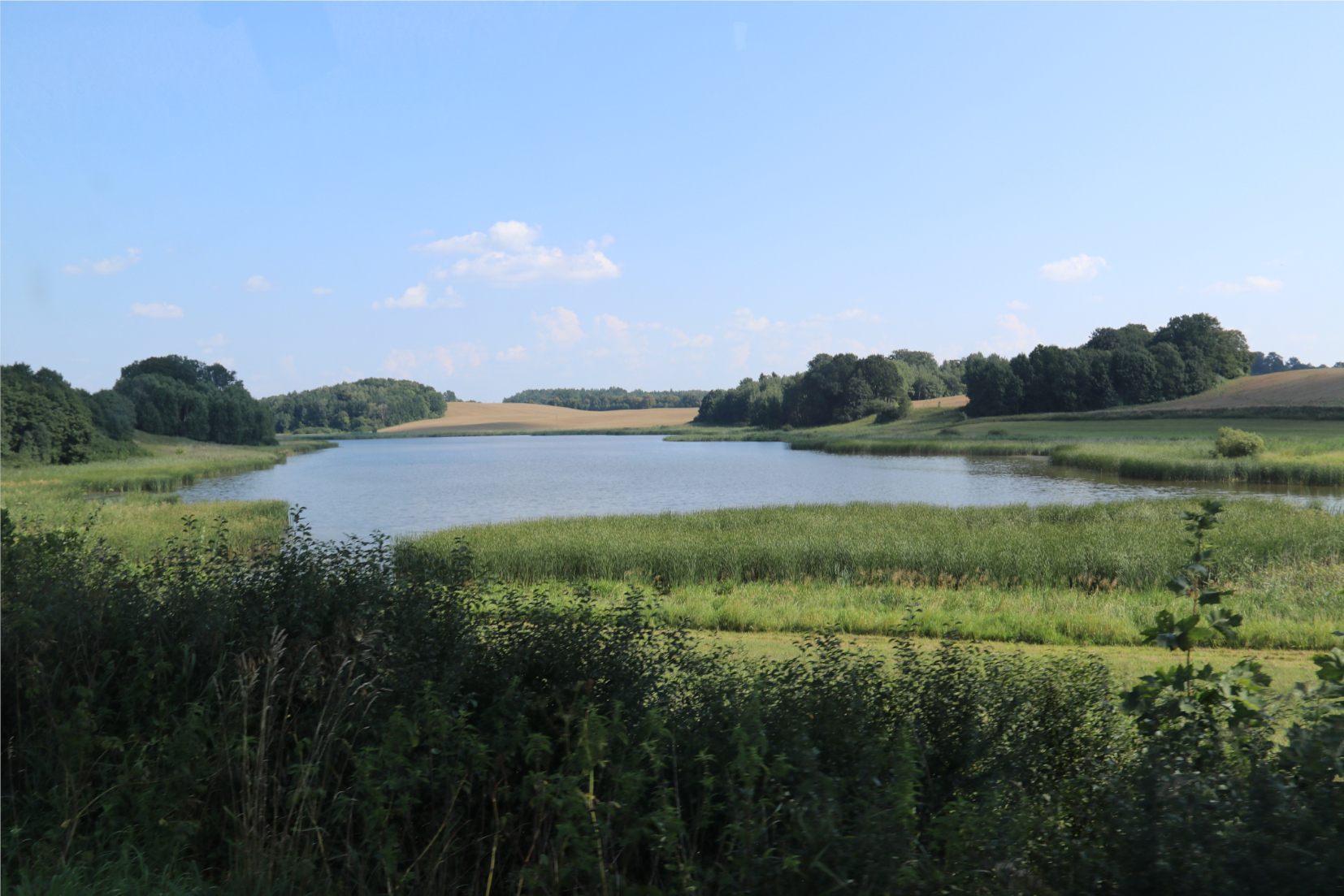
Bauditter See (2018)
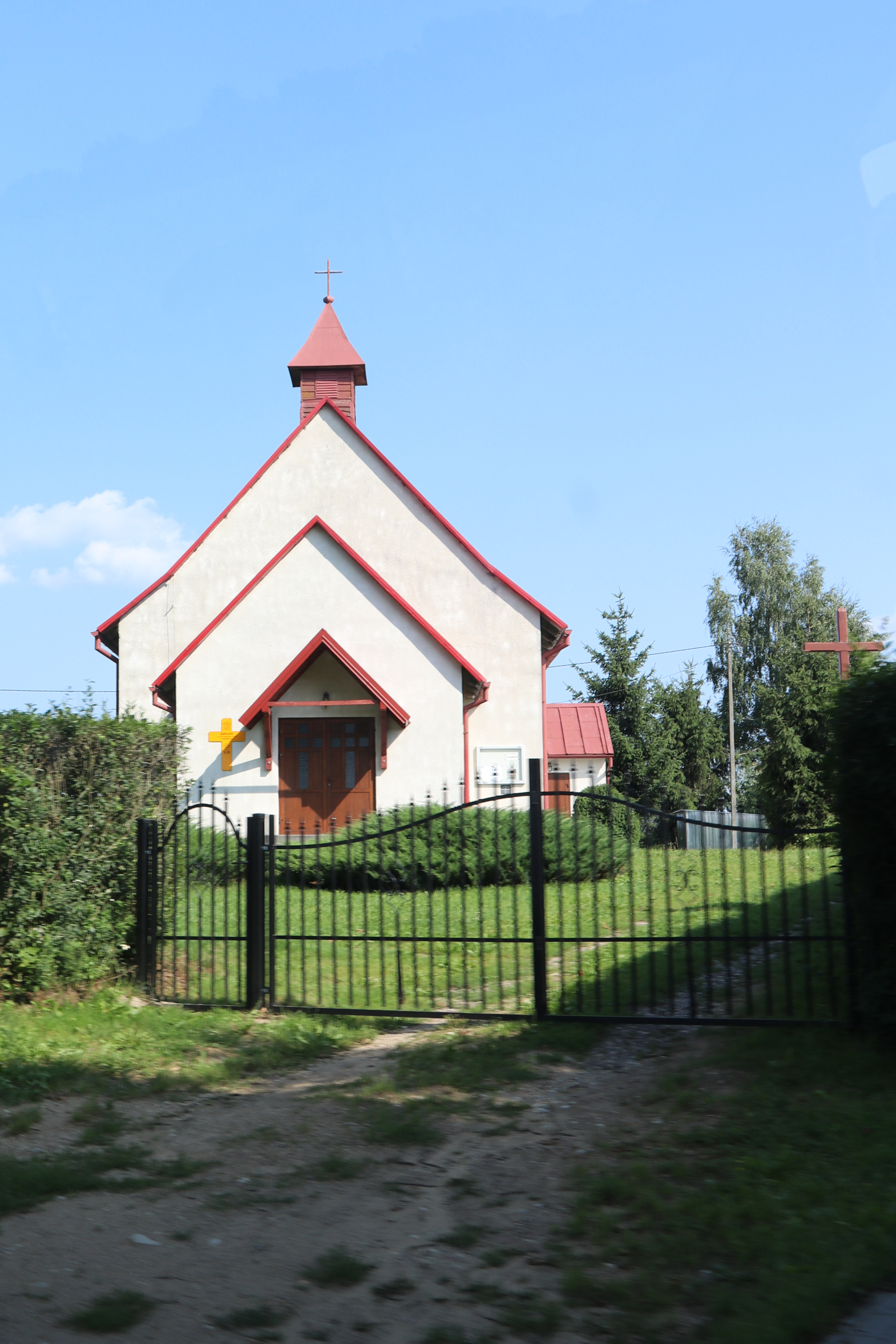
Kirche Bauditten (2018)
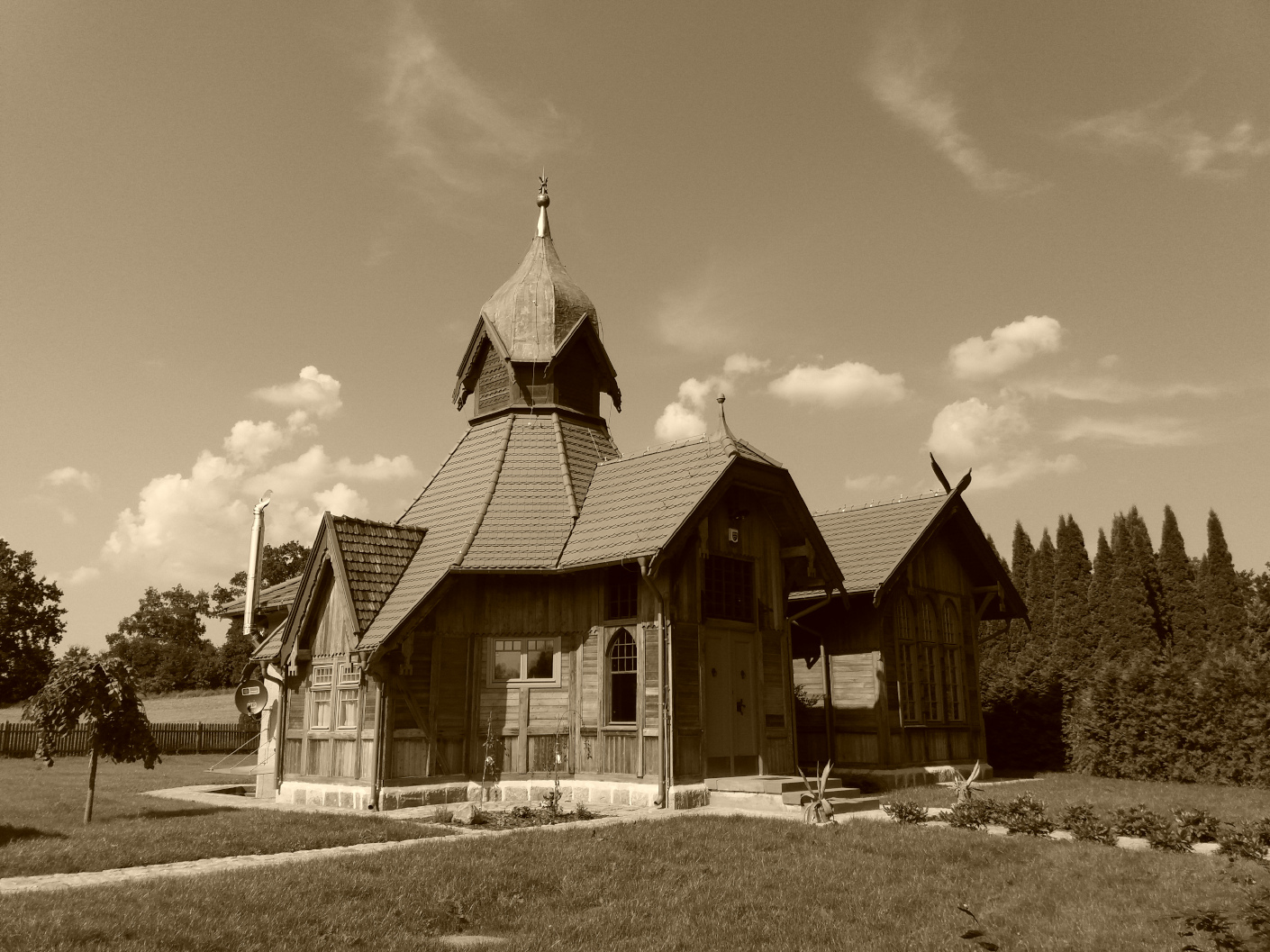
Bahnhofsgebäude (2018)